# جويل غرينبلات
جويل غرينبلات (بالإنجليزية: Joel Greenblatt)‏ هو أستاذ جامعي أمريكي، ولد في 13 ديسمبر 1957 في نك الكبرى ‏ في الولايات المتحدة.